# Yuzhsky (huyện)
Huyện Yuzhsky (tiếng Nga: ? райо́н) là một huyện hành chính tự quản (raion), của Tỉnh Ivanovo, Nga. Huyện có diện tích 1324 km², dân số thời điểm ngày 1 tháng 1 năm 2000 là 28500 người. Trung tâm của huyện đóng ở Yuzha.